# (1052) Belgica
Pour les articles homonymes, voir Belgica.
(1052) Belgica est un astéroïde de la ceinture principale qui tire son nom de la forme latine du nom Belgique.
C’est le premier d’une longue série d’astéroïdes découverts par l’astronome belge Eugène Joseph Delporte.

Il fut découvert le 15 novembre 1925 à l'observatoire royal de Belgique à Uccle.

Sa désignation provisoire était 1925 VD.